# Let It Be Me
Let It Be Me (no Brasil, Vem Dançar Comigo 2) é um filme americano de 1995, dos gêneros romance e musical, escrito e dirigido por Eleanor Bergstein. Ao contrário do que sugere o título com que foi lançado no Brasil, não é uma continuação de Vem Dançar Comigo.

## Sinopse
Um homem assiste a uma dança sensual, que acontece numa escola próxima de sua casa, e resolve aprender a dançar, em segredo, para surpreender a sua noiva no dia do seu casamento. Porém, acaba aprendendo muito mais que os passos de dança.